# Губова
Губова (словац. Hubová) — село, громада округу Ружомберок, Жилінський край. Кадастрова площа громади — 16.7 км².
Населення 1062 особи (станом на 31 грудня 2018 року).

## Історія
Губова згадується 1425 року.

## Географія
Протікає Бистрий потік.

## Населення
| Рік:            | 1994. | 2004.   | 2014.   | 2024.   |
| --------------- | ----- | ------- | ------- | ------- |
| Кількість осіб: | 1057  | 1063    | 1060    | 1085    |
| Різниця:        |       | +0,56 % | -0,28 % | +2,35 % |

| Рік:            | 2023. | 2024.   |
| --------------- | ----- | ------- |
| Кількість осіб: | 1088  | 1085    |
| Різниця:        |       | -0,27 % |